# 하도켄!
하도켄!(Hadouken!)은 잉글랜드의 밴드이다. 밴드명의 유래는 캡콤이 개발 및 판매하고있는 대전 격투 게임 《스트리트 파이터 시리즈》의 필살기 파동권(일본어: 波動拳 하도켄[*])에서 유래한다.

## 디스코그래피
- Music for an Accelerated Culture (2008)
- For the Masses (2010)
- Every Weekend (2013)